# Дагомейська партія єдності
Дагомейська партія Єдності — політична партія Дагомеї (нині Бенін). Її засновником і незмінним керівником був Кутуку Юбер Мага.
Була регіональною партією, основним електоратом якої були жителі північної частини французької колонії, де переважали баріба. Разом зі своєю партією Юбер Мага здобув місце у законодавчому органі колонії за результатами виборів 2 січня 1956 року.
З 1961 до 1963 року була єдиною партією Дагомеї. Після падіння уряду Юбера Маги 1963 року партія перейшла в опозицію.
Коли 1970 року демократію в країні було відновлено, партія знову прийшла до влади. Юбер Мага очолив Президентську раду.